# TheFatRat
TheFatRat, egentligen Christian Büttner, född 1 juni 1979 i Göttingen, är en tysk musikproducent, vars musikstil huvudsakligen består av Glitch-Hop. Många av hans verk är gratis, och tillgängliga på bland annat Soundcloud och Newgrounds. De allra flesta låtar som han har släppt finns även på Spotify. Från och med november 2018, har hans YouTube-kanal 3,2 miljoner prenumeranter.

## Biografi
Büttner började vid en ålder av fyra år spela flöjt och lärde sig vid sex års ålder att spela piano. Hans ursprungliga val av karriär var dirigent, vilket ledde honom till att betrakta arbetets icke-kreativitet, vilket var anledningen till att han år 2001 även började producera musik. I början var han skapade främst bakgrundsmusik för tv, radio, reklam och ringsignaler, eller musik som producerades för andra artister och discjockeys. Under pseudonymen TheFatRat publicerade han senare remixer, och 2013 flera av hans egna verk. För en sång behövs det, enligt hans egna utsagor, mellan några dagar till flera år.
Büttner föddes i Göttingen, men har även bott i München och Los Angeles. Han är gift och har en dotter.

## Diskografi (urval)

### EPs
2016
- Jackpot
  - Jackpot
  - Epic
  - Prelude
  - Elegy

2011
- Do Be Do Be Do
  - Do Be Do Be Do
  - Less Than Three
  - Some Body

### Singlar
2016
- No No No
- The Calling (feat. Laura Brehm)

2015
- Monody (feat. Laura Brehm)
- Time Lapse
- Never Be Alone

 2014 
- Xenogenesis
- Windfall
- Infinite Power
- Unity

2013
- Dancing Naked
- Splinter

### Remixer
- TheFatRat – Monody (Remix for Rolling Sky)
- Sound Remedy – We Are The Dream
- Icona Pop – All Night
- Strange Talk  – Picking Up All The Pieces
- Atlas Genius – If So
- Diplo – Set It Off ft. Lazerdisk Party Sex
- Singularity – The Tide ft. Steffi Nguyen
- The Knocks – The Feeling
- Chris Brown – Don't Wake Me Up
- Pacific Air – Float
- Static Revenger – Turn The World On
- Martin Solveig – The Night Out
- Foster the People – Don't Stop
- Gotye – Somebody I Used To Know
- The Knocks – Brightside
- Avicii – Next Levels
- Flo Rida – Very Good Feeling